# Emil Skog

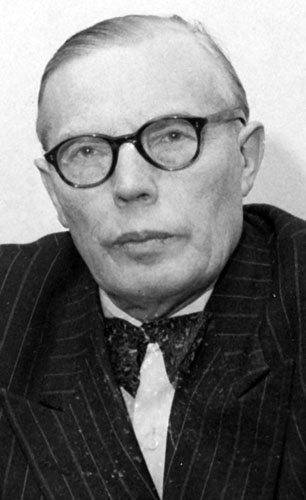
Emil Skog (1957)

Emil Albert Skog (* 30. Juni 1897 in der Landgemeinde Helsinki; † 20. September 1981 in Helsinki) war ein finnischer sozialdemokratischer Politiker. Als junger Metallarbeiter schloss er sich der Gewerkschaftsbewegung an, in der er rasch in verantwortliche Positionen aufstieg. Nach dem Zweiten Weltkrieg konzentrierte sich Skog auf die Politik und wurde 1946 Vorsitzender der Sozialdemokratischen Partei Finnlands. Er hatte dieses Amt bis 1957 inne und war in dieser Zeit auch mehrfach Verteidigungsminister in der finnischen Regierung, insbesondere in mehreren spannungsgeladenen Koalitionen mit dem Landbund und dessen Führungspersönlichkeit Urho Kekkonen. In den Fünfzigerjahren war er einer der Protagonisten in schweren innerparteilichen Machtkämpfen, die schließlich zur Parteispaltung führten. Sein Lager geriet 1957 in die Minderheit und gründete 1959 eine neue Partei, den Sozialdemokratischen Bund der Arbeiter- und Kleinbauernschaft. Skog war bis 1964 dessen Vorsitzender und trat als dessen Kandidat in der Präsidentschaftswahl 1962 an. 1965 kehrte Skog in die Stammpartei zurück.

## Frühe Aktivitäten in Arbeiterbewegung und Gewerkschaften

### Frühe Jahre, Bürgerkrieg und Gefangenschaft
Emil Skog, Sohn einer Arbeiterfamilie, nahm im Herbst 1914 als Siebzehnjähriger eine Lehrstelle als Kesselschmied in dem Helsinkier Metallunternehmen Kone- ja Siltarakennus Oy auf. Wenige Monate später trat er der Metallgewerkschaft Metallarbeiterbund (Metallityöväen Liitto) bei. Finnland war zu dieser Zeit als autonomes Großfürstentum Teil des Russischen Reiches, war aber am Ersten Weltkrieg nicht unmittelbar beteiligt. Skogs Arbeitgeber wirkte jedoch bei der Aufrüstung russischer Kriegsschiffe mit. So arbeitete Skog ein halbes Jahr an den Geschützen auf der Aurora, das später zu einem der Symbole der russischen Oktoberrevolution werden sollte.
Nachdem die harten Arbeitsbedingungen auf den Kriegsschiffen ihm über die Kräfte gingen, nahm Skog 1916 eine Stelle bei der Berufsfeuerwehr Helsinki an. Nach einem Streit mit einem Vorgesetzten verließ Skog die Feuerwehr im Herbst 1917. Er nahm für kurze Zeit wieder eine Stelle als Kesselschmied in der Maschinenfabrik Tampella in Tampere an, zog aber bald zurück nach Helsinki, wo er in einer kleinen Werkstatt arbeitete. Am 25. Januar 1918, unmittelbar vor dem Ausbruch des Finnischen Bürgerkrieges, wurde die Werkstatt geschlossen und Skog arbeitslos. Die Betriebsinhaber waren nach Österbotten gereist, um sich den weißen Truppen unter Gustaf Mannerheim anzuschließen.
Am 27. Januar begann der Bürgerkrieg mit der Machtergreifung durch die sozialistischen Roten Garden in Südfinnland. Im Norden behaupteten sich die bürgerlichen Weißen, die Frontlinie stabilisierte sich bald nördlich von Tampere bei Vilppula. Emil Skog war an dem Umsturz zunächst unbeteiligt. Mitte Februar folgte er jedoch einem Aufruf der Regierung des roten Finnland, des Volkskommissariats, und meldete sich freiwillig zur Ausbildung in der Artillerie. Die Schulung blieb kurz: Nachdem die Front bei Vilppula zusammengebrochen war, wurde Skogs Einheit am 20. März eilig nach Tampere befohlen. Skog nahm an einer Abwehrschlacht in Messukylä teil und wirkte an den Straßenschlachten zur Verteidigung der Stadt Tampere mit. Die Stadt wurde am 6. April schließlich von den weißen Truppen eingenommen, Skog geriet in Gefangenschaft.
Skog wurde zunächst in einem Gefangenenlager in Tampere interniert, im Juli aber wegen seines jungen Alters vorübergehend entlassen. Im September befasste sich eines der zur Abarbeitung der Geschehnisse des Bürgerkrieges eilig geschaffenen Staatsverbrechensgerichte mit seinem Fall, stellte fest, dass er zur Artillerie und damit zu den roten Elitetruppen gehört habe, und verurteilte ihn wegen Landesverrat zu acht Jahren Zuchthaus. Von dieser Strafe verbüßte er nur zweieinhalb Monate auf der Festungsinsel Suomenlinna, bevor des Berufungsgericht sie in eine dreijährige Haftstrafe auf Bewährung umwandelte und Skog entlassen wurde.

### Gewerkschaftsarbeit
Nach seiner Haftstrafe kehrte Skog ins Arbeitsleben zurück, zunächst wieder in der Metallindustrie, später als Telefoninstallateur. Immer mehr konzentrierte er sich aber auf Tätigkeiten in der Gewerkschaftsbewegung. Diese durchschritt in den Jahren nach dem Bürgerkrieg eine Krisen- und Umbruchszeit. Die finnische Arbeiterbewegung spaltete sich nach dem Krieg in eine kommunistische und eine gemäßigt-sozialdemokratische Richtung. Die Sozialdemokratische Partei Finnlands (Suomen sosialidemokraattinen puolue, SDP) wurde von der gemäßigten Richtung übernommen, die Kommunisten gründeten im russischen Exil die Kommunistische Partei Finnlands, die in Finnland selbst im Untergrund arbeitete. Durch gut organisierte Basisarbeit konnten die Kommunisten im Finnischen Gewerkschaftsverband (Suomen Ammattijärjestö, SAJ) und vielen Einzelgewerkschaften die meisten Schlüsselpositionen einnehmen. Die kommunistisch beherrschten Gewerkschaften wurden 1930 verboten. Die Sozialdemokraten gründeten daraufhin einen neuen Dachverband, den Zentralverband der Gewerkschaften Finnlands (Suomen Ammattiyhdistysten Keskusliitto, SAK).
In dieser neu entstehenden Struktur übernahm Emil Skog 1932 bis 1938 den Vorsitz des Gewerkschaftsortsverbandes Helsinki (Helsingin Ammatillinen Paikallisjärjestö, HAP). Als örtliches Zentralorgan der Fachgewerkschaften kam dem HAP in erster Linie die gewerkschaftliche Bildungs- und Aufklärungsarbeit zu. Um eine erneute Übernahme durch die Kommunisten zu verhindern, waren die sozialdemokratischen Gewerkschaften gezwungen, ebenfalls eine effektive Basisorganisation aufzubauen, um über ein Netz von örtlichen Verbindungspersonen gezielt Einfluss auf die Besetzung der Delegiertenversammlungen zu nehmen. Zu diesem Zweck wurde 1932 als Bindeglied zwischen Partei und Gewerkschaften der Sozialdemokratische Verein der Gewerkschafter Helsinkis (Helsingin Ammattiyhdistysväen Sosialidemokraattinen Yhdistys) geschaffen. Emil Skog wurde dessen Vorsitzender und machte so seinen ersten Schritt in die Parteipolitik. 1936 wurde er auch stellvertretender Vorsitzender des Ortsvorstandes der SDP in Helsinki.
Auch während des Winterkrieges und des Fortsetzungskrieges setzte Skog seine Arbeit für die Gewerkschaftsbewegung fort. In der Metallgewerkschaft war er bereits vor den Kriegen in den Vorstand aufgerückt und führte während des Krieges zeitweilig die Geschäfte des an der Front kämpfenden Vorsitzenden. Zwischen den Kriegen wurde ihm die Aufgabe übertragen, die landesweite Kooperation der Gewerkschaften zu organisieren. Im Herbst 1941 wurde er zum Propagandachef der Metallgewerkschaft ernannt und war seitdem hauptamtlich im Dienst der Gewerkschaft.

## Vorsitzender der sozialdemokratischen Partei
Nach dem Krieg verlegte sich Skog zunehmend auf die Politik. Als Kandidat des konservativen Flügels der Sozialdemokratischen Partei wurde er 1946 deren Vorsitzender und blieb es bis 1957. Während dieser Zeit war er Verteidigungsminister in sechs Regierungen. In dieser Zeit wurde er in den Regierungen der direkte Verhandlungspartner des späteren Präsidenten Urho Kekkonen, mit dem es häufig politische Spannungen gab, mit dem Skog aber auch immer wieder eine Gesprächsgrundlage fand.

### Aufstieg zum Parteivorsitzenden
| Die SDP in Parlamentswahlen der Nachkriegszeit | Die SDP in Parlamentswahlen der Nachkriegszeit | Die SDP in Parlamentswahlen der Nachkriegszeit |
| ---------------------------------------------- | ---------------------------------------------- | ---------------------------------------------- |
| Jahr                                           | Stimmen                                        | Sitze                                          |
| 1945                                           | 25,08 %                                        | 50                                             |
| 1948                                           | 26,32 %                                        | 53                                             |
| 1951                                           | 26,52 %                                        | 53                                             |
| 1954                                           | 26,25 %                                        | 54                                             |
| 1958                                           | 23,12 %                                        | 48                                             |
| 1962                                           | 19,50 %                                        | 38                                             |
| 1966                                           | 27,23 %                                        | 55                                             |

1944 nahm Emil Skog am Parteitag der Sozialdemokraten als einer von vier Sitzungsvorsitzenden teil und wurde von diesem in den Parteivorstand gewählt. Die Bedeutung der Gewerkschaften in der Politik stieg nach dem Krieg vor allem deshalb, weil die finnischen Kommunisten, deren Organisationen nicht länger verboten waren, mit den Sozialdemokraten um die Vorherrschaft in den Gewerkschaften rangen. In der Sozialdemokratischen Partei wurde eigens eine Gewerkschaftsabteilung gebildet, der Skog angehörte. Skog konnte seinen Einfluss in der Partei steigern, als 1945 die Sozialdemokraten unter seiner Leitung die Mehrheit in den Gewerkschaftswahlen der Metallgewerkschaft errangen.
In den unmittelbaren Nachkriegsjahren war die Sozialdemokratische Partei in zwei Lager gespalten. Die Partei hatte während des Krieges die Politik des Landes in der Regierung mitgetragen, während die Vertreter der sogenannten Friedensopposition bereits seit 1943 einen Separatfrieden mit der Sowjetunion gefordert hatten. Nach dem Krieg forderte die Opposition eine deutliche Abkehr von der alten Politik und eine Zusammenarbeit mit den wieder erstarkenden Kommunisten. Emil Skog vertrat zu dieser Zeit die Linie der Gruppe um Väinö Tanner, welche die bisherige Politik verteidigte und auf Distanz zu den Kommunisten ging. Diese Linie behielt 1944 die Oberhand.
Emil Skog war bereits 1944 als Kandidat der konservativen Mehrheitsgruppe zum Parteivorsitzenden angetreten. Gewählt wurde allerdings der Kompromisskandidat Onni Hiltunen. Der außerordentliche Parteitag 1946 wählte dann aber Skog zum neuen Vorsitzenden. Skog, der vor allem von den Gewerkschaftsvertretern und von den sogenannten Waffenbrudersozialisten um Väinö Leskinen unterstützt wurde, setzte sich gegen den Kandidaten der Opposition Karl-August Fagerholm durch. Für die hinter ihm stehenden Gruppen war Skog mit seinem bodenständigen Hintergrund eines Metallarbeiters eine glaubwürdige Führungspersönlichkeit, mit der Vorwürfen begegnet werden konnte, die Partei habe sich nach rechts orientiert.

### Verhältnis zu den Parteiflügeln
Skog bezog gegenüber der innerparteilichen Opposition eine vermittelnde Position. Unter seiner Führung konnte der Gegensatz zwischen den Lagern allmählich überbrückt werden. 1947 wurden Vertreter der Opposition als beratende Mitglieder in den Vorstand aufgenommen. Zusätzlich verringerte sich die Bedeutung des Auffassungsunterschiedes zwischen den Lagern gegen Ende der Vierzigerjahre durch die Zuspitzung des Konfliktes mit den Kommunisten. Bald nach der Wahl Skogs initiierte Parteisekretär Väinö Leskinen die Kampagne „Kämpfende Sozialdemokratie“, in deren Rahmen die Partei den Kampf gegen die Kommunisten mit Plakaten und Reden führte. Skog selbst setzte sich für die Verdrängung der Kommunisten aus der Staatspolizei und der staatlichen Radioanstalt ein, in welchen die Kommunisten zeitweise eine beherrschende Stellung eingenommen hatten. Bis zum Ende des Jahrzehnts waren die Kommunisten aus den zentralen Machtpositionen entfernt und die Vorherrschaft der Sozialdemokraten in der Gewerkschaftsbewegung vorläufig gesichert worden.
Die zentrale Figur des konservativen Flügels der Partei, Väinö Tanner, war inzwischen im Februar 1946 in dem auf Druck der Sowjetunion durchgeführten Kriegsschuldprozess zu einer Haftstrafe verurteilt worden. Skog hielt während der Haftdauer engen Kontakt mit Tanner und stimmte mit ihm auch Fragen der Parteilinie ab. Als Tanner im November 1948 nach Verbüßung der halben Strafe auf Bewährung entlassen wurde, betrieb Skog dessen Wiedereinsetzung zum Vorsitzenden des Aufsichtsrats der Konsumgenossenschaft Elanto. Skog ließ es auch trotz der zu erwartenden außenpolitischen Verstimmungen zu, dass Tanner 1951 wieder für einen Parlamentssitz kandidierte und gewählt wurde.

### Regierungspolitik
| Verteidigungsminister Skog | Verteidigungsminister Skog |
| -------------------------- | -------------------------- |
| Zeitraum                   | Regierung                  |
| 29.7.1948 – 17.3.1950      | Fagerholm I                |
| 17.1.1951 – 20.9.1951      | Kekkonen II                |
| 20.9.1951 – 9.7.1953       | Kekkonen III               |
| 5.5.1954 – 20.10.1954      | Törngren                   |
| 20.10.1954 – 3.3.1956      | Kekkonen V                 |
| 3.3.1956 – 27.5.1957       | Fagerholm II               |

Emil Skog war zwischen 1948 und 1957 Verteidigungsminister in sechs der kurzlebigen Regierungen dieser Periode. In dieser Funktion musste er mehrfach die Möglichkeiten der finnischen Streitkräfte ausloten, die Finnland nach den restriktiven Bedingungen des Pariser Friedensvertrags von 1947 blieben. Vor diesem Hintergrund war 1949 bereits die Schaffung von Manövergebiet in Kemijärvi in Lappland außenpolitisch brisant. Besondere Schwierigkeiten bereitete die Anschaffung von Material. 1951 gelang es Skog, für die Luftstreitkräfte Flugzeuge aus Großbritannien zu kaufen, als andere Länder noch nicht zur Lieferung bereit waren.
Abgesehen von seiner ersten Regierungsbeteiligung in Fagerholms Minderheitsregierung 1948 bis 1950 bildete den Kern der jeweiligen Regierungen eine Koalition der Sozialdemokraten mit dem Landbund. Während in letzterem der mehrfache Ministerpräsident Urho Kekkonen die bestimmende Persönlichkeit war, war Skog als Parteivorsitzender der Sozialdemokraten dessen Gegenpart. Die Zusammenarbeit verlief in der Anfangszeit im Wesentlichen reibungslos. Im Januar 1952 stand die Koalition aber am Rande des Bruchs, als Kekkonen vom Krankenbett aus seine sogenannte „Pyjamataschenrede“ veröffentlichte, in welcher er die sicherheitspolitische Lage Nordeuropas beleuchtete und den NATO-Mitgliedern Norwegen und Dänemark nahelegte, sich wie Schweden und Finnland für eine Neutralitätspolitik zu entscheiden. Kekkonen hatte diese Aufsehen erregende Stellungnahme nicht im Voraus mit seinen Koalitionspartnern abgesprochen. Der Parteivorstand der Sozialdemokraten veröffentlichte sogleich eine Erklärung, die das Vorgehen Kekkonens verurteilte, was dieser wiederum als Ablehnung seiner außenpolitischen Linie verstand und mit einer Rücktrittsdrohung beantwortete. Erst nach langwierigen Verhandlungen unter Vermittlung von Erkki Tuomioja einigten sich die Beteiligten auf einen Kompromiss, indem Skog öffentlich erklärte, dass zwischen den Koalitionspartnern in den grundlegenden Fragen der Außenpolitik keine Meinungsverschiedenheiten bestünden.
Später machte der Regierung die „Kostenkrise“ zu schaffen, in welcher die galoppierende Inflation die Wettbewerbsfähigkeit der finnischen Wirtschaft ernsthaft gefährdete. Zwischen den Regierungsparteien entstand Zwietracht über die Maßnahmen zur Bewältigung der Krise. Die Sozialdemokraten lehnten ein von Kekkonen vorgelegtes Programm ab und legten ein weniger konkretes Programm vor, zu dessen Hauptpunkten die Sicherstellung der indexgebundenen automatischen Erhöhung der Löhne gehörte. Kekkonen wiederum war der Ansicht, dass diese Forderung alle Stabilisierungsbemühungen zunichtemachen würde. Die Regierung Kekkonen III stürzte im Juni 1953 über diesen Streit und wurde durch eine Minderheitsregierung unter Führung des Landbundes ersetzt.
Die Koalitionspartner fanden erst nach den Parlamentswahlen im Mai 1954 wieder zusammen. Skog erklärte gegenüber Präsident Juho Kusti Paasikivi jedoch kategorisch, dass sich die Sozialdemokraten an keiner Regierung unter Kekkonen beteiligen würden. So beauftragte Paasikivi schließlich Ralf Törngren von der Schwedischen Volkspartei mit der Regierungsbildung. Das Arbeitsklima in der Regierung war jedoch von Beginn an angespannt; die Hauptkoalitionsparteien gerieten diesmal vor allem über Fragen der Landzuteilung und der landwirtschaftlichen Preispolitik in Konflikt. Im Herbst 1954 führte die Frage der Agrarpreise bereits wieder an den Rand des Koalitionsbruches. In dieser Situation wandte sich Skog unmittelbar an Kekkonen und verhandelte mit diesem nicht nur über Zugeständnisse des Landbundes in der Frage der Agrarpreise, sondern zugleich über eine Neuformierung der Regierung. Die Gespräche führten im Oktober zur Ablösung Törngrens und Bildung einer neuen Regierung, dessen Ministerpräsident wieder Kekkonen hieß.

### Moskaureise und außenpolitische Neujustierung
Im September 1955 reiste Skog gemeinsam mit Präsident Paasikivi und Ministerpräsident Urho Kekkonen nach Moskau, um über die vorzeitige Verlängerung des 1948 mit der Sowjetunion geschlossenen Freundschaftsvertrages und über mögliche Neuregelungen betreffend die nach dem Krieg abgetretenen Gebiete zu verhandeln. Mit den eigentlichen Verhandlungen bevollmächtigte der Präsident Kekkonen und Skog. Die Hauptverantwortung lag bei Kekkonen, der auch im Vorfeld des Besuchs die Verhandlungstaktik im Wesentlichen mit Paasikivi abgesteckt hatte, was bei Skog und den Sozialdemokraten für Verstimmung sorgte. Die Gespräche führten schließlich zur Verlängerung des Freundschaftsvertrages um 20 Jahre und zur Rückgabe der Halbinsel Porkkala, auf welcher die Sowjetunion nach dem Krieg einen militärischen Stützpunkt errichtet hatte.
In Moskau war Skog als Vertreter der antikommunistischen Sozialdemokraten im Schatten von Urho Kekkonen geblieben. Während im konservativen Lager der Sozialdemokratischen Partei Unzufriedenheit darüber laut wurde, dass keine Korrekturen an der Ostgrenze und am Wortlaut des Freundschaftsvertrages erreicht wurden, nahm Skog die Geschehnisse zum Anlass, von seiner Partei eine Neuorientierung im Verhältnis zur Sowjetunion zu fordern. Wichtiger als der Kampf gegen Kekkonen sei es, die bisher nicht existente Ostpolitik der eigenen Partei zu entwickeln: „Wir müssen unsere Ostpolitik auch im taktischen Sinne besser führen können als Kekkonen.“

## Parteispaltung
Im Verlauf der Fünfzigerjahre wurde die Sozialdemokratische Partei zunehmend von inneren Streitereien und Machtkämpfen zerrissen. Am Ende des Jahrzehnts führte diese Entwicklung zur Spaltung der Partei. Der Konflikt stellte sich nach außen hin als Konfrontation zwischen dem Lager um den Parteivorsitzenden Skog einerseits und dem Lager um Parteisekretär Väinö Leskinen andererseits dar.

### Hintergründe
Der Machtkampf begann in der Sportpolitik und zunächst ohne Beteiligung Skogs. Vielmehr geriet Leskinen als Vorsitzender des Arbeitersportbundes (TUL) in den Mittelpunkt eines Richtungsstreits um das Verhältnis zum bürgerlichen Sportbund SVUL. In den Streit verwoben sich von Anfang an auch persönliche Antipathien. Im Februar 1955 eskalierte der Streit im Sportbund, als Leskinen von seinem ehemaligen Freund Penna Tervo vom Vorsitz verdrängt wurde, wobei letzterer die Gruppendisziplin unter den sozialdemokratischen Delegierten missachtete und sich mithilfe der Kommunisten wählen ließ.
Der Konflikt ergriff rasch auch die Gewerkschaften und die Sozialdemokratische Partei, wo Leskinen seinen Gegner in Skog fand. Die programmatischen Unterschiede zwischen beiden drückten sich hauptsächlich im Verhältnis einerseits zur Sowjetunion und andererseits zum 1956 zum Präsidenten gewählten Urho Kekkonen aus. Während Leskinen im Grunde Oppositionspolitiker blieb, begann Skog im Verlauf der Regierungszusammenarbeit mit Kekkonen größeres Verständnis insbesondere für dessen außenpolitische Linie zu zeigen. Daneben spielten aber auch hier persönliche Differenzen eine entscheidende Rolle. Der betont sachliche Skog fand mit dem Lebemann Leskinen keine Gesprächsgrundlage und war zudem durch dessen unabgesprochene Initiativen wiederholt in unangenehme Situationen geraten.

### Eskalation des Streits
Auf dem Parteitag 1955 konnte der Bruch noch einmal vermieden werden. Leskinen stimmte der Wiederwahl Skogs als Parteivorsitzender zu, Leskinen blieb Parteisekretär. Es stellte sich jedoch heraus, dass die Mehrheit des neuen Parteivorstandes hinter Skog stand. Daher begann Leskinen mit Propagandaarbeit, um die Einberufung eines außerordentlichen Parteitages zu erreichen. Er konnte sich dabei auf den Großteil der Parteipresse stützen, die offen gegen die Parteiführung schrieb. Letztere sah sich genötigt, eine eigene neue Publikation ins Leben zu rufen, um den eigenen Standpunkt vertreten zu können. Dies wurde wiederum von Leskinens Anhängern propagandistisch ausgeschlachtet. Schließlich gelang es Leskinen, eine genügende Anzahl von Parteibezirken dazu zu bringen, einen außerordentlichen Parteitag zu fordern. Dieser wurde für den 21. April 1957 einberufen.
Im Vorfeld des Parteitages führten beide Lager einen erbitterten Kampf um die Mehrheit der Delegierten, der beidseitig auch umfänglich mit Scheinmitgliedern und Phantomorganisationen geführt wurde. Für das Amt des Parteivorsitzenden präsentierten beide Seiten altgediente Kompromisskandidaten. Für das Leskinen-Lager trat Väinö Tanner an, für die Anhänger Skogs, der selbst auf die Kandidatur verzichtete, Karl-August Fagerholm. Der Parteitag wählte schließlich Tanner mit 95 Stimmen bei 94 Gegenstimmen. Die Gruppe um Emil Skog verlangte eine Unterbrechung des Parteitages, damit über die Besetzung der weiteren Posten, insbesondere desjenigen des Parteisekretärs, verhandelt werden könne. Als die Mehrheit um Leskinen dies ablehnte, zog die in der Minderheit gebliebene Gruppe geschlossen aus dem Parteitag aus, woraufhin die verbliebenen Delegierten den Vorstand vollständig mit Vertretern des Leskinen-Lagers besetzten.
Als Resultat dieser Ereignisse war die Partei faktisch gespalten und Emil Skog aus allen verantwortlichen Positionen ausgeschieden. Das Skog-Lager formierte sich in Anspielung auf das Abstimmungsergebnis zunächst als lose organisierte Gruppe 94 innerhalb der Partei.

## Führer der sozialdemokratischen Opposition
Die Spaltung der Sozialdemokratischen Partei wurde zementiert, als Vertreter der innerparteilichen Opposition 1957 ohne Absprache mit der Parteiführung in eine Minderheitsregierung mit dem Landbund eintraten. Die Entwicklung führte schließlich zum Ausschluss der wichtigsten Oppositionellen aus der Partei. Diese gründeten eine neue Partei mit Skog als Vorsitzendem. Der Versöhnungsprozess war langwierig und kam erst 1963 in Gang. Skog kehrte 1965 in die Stammpartei zurück, bis zur endgültigen Vereinigung der sozialdemokratischen Parteien sollten aber noch Jahre vergehen.

### Zementierung der Spaltung
Die Minderheit der Sozialdemokratischen Partei gründete 1957 eine zunächst als provisorisch angelegte Kommission unter Leitung von Aarre Simonen, die auf eine Lösung des Konflikts hinarbeiten sollte. Die Verhandlungen führten im Mai zur Unterzeichnung eines Einigungsvorschlages. Dieser wurde jedoch bald darauf im Parteivorstand zu Fall gebracht.
Die Aussichten auf eine Lösung schwanden im gleichen Monat auf Null. Nach seiner Niederlage bei der Wahl zum Parteivorsitzenden hatte Ministerpräsident Fagerholm den Rücktritt seiner Regierung erklärt. Präsident Kekkonen beauftragte Vieno Sukselainen vom Landbund mit der Regierungsbildung. Nachdem die Parteiführung der Sozialdemokraten nach dessen Ansicht keine klare Linie fuhr, bildete Sukselainen eine Minderheitsregierung, in die er auch fünf Vertreter der sozialdemokratischen Opposition aufnahm. Die Regierungsbeteiligung dieser sogenannten Adoptivminister war ohne Abstimmung mit der Parlamentsfraktion der Partei vereinbart worden und sorgte für massive Kritik. Der Parteirat forderte die Minister auf, ihre Ämter niederzulegen, was diese verweigerten. Daraufhin wurden die fünf Minister im September 1957 aus der Fraktion ausgeschlossen und bildeten in der Folge eine eigene Fraktion der „unabhängigen Sozialdemokraten“.
Emil Skog ging selbst nicht als Minister in die Regierung, war aber an der Entscheidung entscheidend mitbeteiligt. Den Schritt der Opposition begründete er mit der Hoffnung, das Leskinen-Lager zu neuen Verhandlungen und zur Bestätigung der bereits ausgehandelten Lösung zwingen zu können. Damit trat er zugleich Interpretationen entgegen, die Aufnahme der Adoptivminister sei von Präsident Kekkonen oder vom Landbund bewusst als Mittel zur Zerschlagung der Sozialdemokratischen Partei benutzt worden:

„Das Wort Adoptivminister war nicht richtig. Uns hat niemand in die Regierung ‚adoptiert‘. Unsere Gruppe hatte die Operation geplant und der Landbund war gewissermaßen ein Gehilfe, der unter dem Zwang der Situation in die Sache verwickelt worden ist. … Der Gang in die Regierung Sukselainen war also eine von der Opposition geplante Operation, und nur sie trägt dafür die Verantwortung.“

### Gründung einer eigenen Partei
| Der TPSL in Parlamentswahlen | Der TPSL in Parlamentswahlen | Der TPSL in Parlamentswahlen |
| ---------------------------- | ---------------------------- | ---------------------------- |
| Jahr                         | Stimmen                      | Sitze                        |
| 1962                         | 4,36 %                       | 2                            |
| 1966                         | 2,59 %                       | 7                            |
| 1970                         | 1,40 %                       | 0                            |

Schließlich schloss die Partei sowohl die Parlamentsfraktion der Opposition als auch die Führungsmitglieder der von ihr gegründeten Verhandlungskommission aus der Partei aus. 1959 gründeten Skogs Anhänger eine eigene Partei, den Sozialdemokratischen Bund der Arbeiter- und Kleinbauernschaft (TPSL). Skog wurde zu deren Vorsitzenden gewählt.
Die neue Partei unterschied sich von der Stammpartei am sichtbarsten in ihrem Verhältnis zur Sowjetunion und zum Präsidenten. Die SDP geriet nach der Wahl Tanners zum Vorsitzenden in den Ostbeziehungen ins Abseits, was auch die Möglichkeiten der Partei zur Beteiligung an der Regierung zunehmend beeinträchtigte. Nachdem 1958 die dritte Regierung Fagerholms in der sogenannten Nachtfrostkrise über den massiven politischen und wirtschaftlichen Druck der Sowjetunion gestürzt war, wurde die Partei bis 1966 an keiner Regierung mehr beteiligt. Die Vertreter des TPSL dagegen waren in Moskau gern gesehene Gäste und entwickelten sich in der Heimat zu einer wichtigen Stütze für die Politik von Präsident Kekkonen. In der von April 1962 bis Dezember 1963 amtierenden Regierung unter Ahti Karjalainen war der TPSL mit drei Ministern vertreten.
Im Vorfeld der Präsidentschaftswahl 1962 bildete sich ein parteienübergreifendes Bündnis mit dem Kandidaten Olavi Honka und dem Ziel, Urho Kekkonen als Präsidenten abzulösen. Der TPSL stützte die Außenpolitik Kekkonens, entschied sich aber dafür, mit Emil Skog als eigenem Kandidaten in die Wahl zu gehen. Skog nahm seine Kandidatur ernst und glaubte an seine Gewinnchance, insbesondere da man annahm, dass der Kandidat des TPSL möglicherweise auch mit den Stimmen der Wahlmänner der kommunistischen Demokratischen Union des Finnischen Volkes rechnen könne. Die Wahlkampagne Skogs erhielt große Aufmerksamkeit unter anderem wegen der aktiven Unterstützung durch den Entertainer Tapio Rautavaara.
Die Wahl wurde für Skog jedoch zu einer bitteren Enttäuschung. Im Herbst 1961 erschütterte die Notenkrise die finnische Öffentlichkeit. In deren Folge verzichtete Honka auf seine Kandidatur und Kekkonen erhielt als Garant der finnischen Außenpolitik kräftigen Rückenwind. Während letzterer mit großer Mehrheit wiedergewählt wurde, erhielt Skog nur 3,0 % der Stimmen und nur zwei von 300 Wahlmännern.

### Versöhnung und Rückkehr
Auch nach Gründung des TPSL bemühte sich Skog wiederholt um eine Aussöhnung mit den Mehrheitssozialdemokraten. 1960 verhandelte er privat mit Väinö Tanner und anderen Parteifunktionären. Eine Einigung kam aber nicht zustande. Ernsthafte Erfolgsaussichten hatten die Gespräche erst, nachdem Tanner 1963 von Rafael Paasio als Vorsitzender der Sozialdemokratischen Partei abgelöst worden war. Paasio war ein prominenter Vertreter der sogenannten Dritten Linie der Sozialdemokraten, die sich schon seit Jahren um eine Vermittlung der gegensätzlichen Standpunkte bemüht hatte.
Die entscheidenden Gespräche wurden Ende Oktober 1963 aufgenommen und führten im Februar 1964 zu einem Vertrag, den Skog und Paasio unterzeichneten. Der Vertrag sah die Vereinigung der beiden sozialdemokratischen Parteien und die Auflösung des TPSL vor. Gegen diese Regelung rührte sich jedoch Widerstand im linken Flügel des TPSL. Auf dem Parteitag im Frühjahr 1964 verlor Skog den Vorsitz der Partei an Aarre Simonen, der seinerseits den Vollzug des Aussöhnungsvertrages aufschob. In der Folge entschieden sich die in der Minderheit verbliebenen Vertreter um Skog für eine Rückkehr in die Stammpartei auf privatem Wege. Im Dezember 1965 veröffentlichten sie eine Erklärung, mit der sie sich zum Wiedereintritt in die SDP verpflichteten. Diese wiederum widerrief die früheren Parteiausschlüsse.
Der Sozialdemokratische Bund der Arbeiter- und Kleinbauernschaft bestand zunächst weiter, wurde aber durch weitere Rückkehrer in die Stammpartei zusehends ausgezehrt, wobei eine zunehmend linksgerichtete Mitgliederschaft verblieb. Die Partei wurde 1972 noch in Sozialistischer Bund der Arbeiter- und Kleinbauernschaft umbenannt, wurde aber ein Jahr später dann doch aufgelöst und ging in der Stammpartei auf.
Emil Skog kehrte zwar in die Sozialdemokratische Partei zurück und wurde für kurze Zeit auch noch einmal Mitglied des Parteivorstands, seine aktive Karriere als Politiker war aber mit der Rückkehr praktisch beendet. Aktiv betätigte sich Skog nur noch in der sozialdemokratischen Seniorenorganisation Alte Genossen (Vanhat toverit). 1969 wurde er für seine Parteiarbeit mit der Väinö-Tanner-Medaille ausgezeichnet, 1975 wurde er Ehrenmitglied der Partei.

## Schriften
- Sosialisti ja patriootti muistelee. WSOY, Helsinki 1971 (zitiert: Skog 1971).
- Veljet vastakkain. WSOY, Helsinki 1974 (zitiert: Skog 1974).